# Ali ibne Amade Almadarai
Ali ibne Amade Almadarai (Ali ibn Ahmad al-Madhara'i; m. 897) foi um membro da família Almadarai de burocratas fiscais, servindo como diretor de finanças e vizir sob os tulúnidas do Egito. Como seu nisba mostra, a família advém da vila de Madaraia, próximo a Uacite, no Iraque Inferior. Era filho de Abu Becre Amade ibne Ibraim, um burocrata de Samarra que, em 879, mudou-se para o Egito com seus filhos para servir como diretor de finanças (‘āmil) por Amade ibne Tulune (r. 868–884), o governante autônomo do Egito e mais tarde da Síria.
Amade manteve seu posto até sua morte em 884, e nomeou seus dois filhos, Ali e Abu como seus representantes no Egito e Síria respectivamente. Ali sucedeu seu pai em 884, servindo como vizir para o novo governante tulúnida, Cumarauai (r. 884–896). Ele continuou exercendo sua função sob o sucessor infante de Cumaravai, Jaixe, e foi morto no mesmo dia que ele em 897.
Seus filhos, Abu Taibo Amade (m. 915) e Abu Becre Maomé, continuaram a ocupar altos ofícios, Amade como diretor fiscal e Maomé como vizir para o novo governante tulúnida, Harune (r. 896–904). Maomé foi o último membro importante da família e aquele que por mais tempo permaneceu em serviço, sobrevivendo à restauração abássida dos domínios tulúnidas e serviu à dinastia iquíxida após 939.